# 邓籓
邓籓（?—?），南阳郡新野县（今河南省新野）人。东汉开国功臣、“云台二十八将”第一位高密侯邓禹之孙。
汉明帝永平元年，邓禹年五十七岁去世，谥号元侯。汉明帝分封邓禹的后代为三国：长子邓震为高密侯，邓袭为昌安侯，邓珍为夷安侯。邓籓是邓袭的儿子，邓袭死后，邓籓承袭其父昌安侯的爵位。邓籓之妻平皋长公主刘小姬是汉明帝的女儿，汉和帝时邓籓担任侍中。
| 東漢昌安侯國（59年－？） |      |            |      |          |          |
| 傳位                     | 世   | 稱號及諡號 | 姓名 | 在位年數 | 在位時間 |
| 第1任                    | 始封 | 昌安侯     | 鄧襲 | ？       | 59年－？ |
| 第2任                    | 二世 | 昌安侯     | 鄧藩 | ？       | ？       |
| 永和五年（140年）仍見    |      |            |      |          |          |